# Berlin Mexikoplatz
Berlin Mexikoplatz – przystanek kolejowy w Berlinie, w Niemczech. Posiada 4 kategorię. Znajduje się tu 1 peron.